# Brachionus pinneenaus
Brachionus pinneenaus är en hjuldjursart som beskrevs av Koste och Russell J.Shiel 1983. Brachionus pinneenaus ingår i släktet Brachionus och familjen Brachionidae. Inga underarter finns listade i Catalogue of Life.